# Міністерство охорони та безпеки (Намібія)
Міністерство охорони та безпеки Намібії — це нині неіснуючий департамент уряду Намібії який відповідав за керування правоохоронними органами та наглядом за їхнею працею. 

## Історія
Після здобуття незалежності Намібії, у країні було відсутнє спеціальне міністерство для портфелю безпеки, замість цього, у країні був спеціальний міністр, посаду якого обіймав Пітер Тшіхама, який після цього став головою Центральної розвідувальної служби Намібії. У 1995 році було прийняте рішення про створення Міністерства в'язниць і виправних служб. Міністром нового департаменту став Марко Гаусіку.
У тому ж році, міністерство було перейменоване у Міністерство охорони та безпеки Намібії, та проіснувало до 2020 року, коли його портфель додали до Міністерства внутрішніх справ Намібії, утворивши Міністерство внутрішніх справ, імміграції, безпеки та охорони (MHAISS). Нині посаду міністра MHAISS займає Альберт Кавана. 

## Список міністрів
| № | Посада                                                   | Ім'я                  | Зображення | Роки життя | Партія | Термін перебування на посаді |
| - | -------------------------------------------------------- | --------------------- | ---------- | ---------- | ------ | ---------------------------- |
| 1 | Міністр державної безпеки                                | Пітер Тшіхама         |            | 1941–2010  | СВАПО  | 1990–2005                    |
| 2 | Міністр в'язниць і виправних служб                       | Марко Хаусіку         |            | 1953–2021  | СВАПО  | 1995–2002                    |
| 3 | Міністр в'язниць і виправних служб                       | Андімба Тоїво Я Тоїво |            | 1924–2017  | СВАПО  | 2002–2005                    |
| 4 | Міністр охорони та безпеки                               | Пітер Тшіхама         |            | 1941–2010  | СВАПО  | 2005–2008                    |
| 5 | Міністр охорони та безпеки                               | Нікі Іямбо            |            | 1936–2019  | СВАПО  | 2008–2010                    |
| 6 | Міністр охорони та безпеки                               | Нанголо Мбумба        |            | 1941–      | СВАПО  | 2010–2012                    |
| 7 | Міністр охорони та безпеки                               | Іммануель Нгатджисеко |            | 1952–2022  | СВАПО  | 2012–2015                    |
| 8 | Міністр охорони та безпеки                               | Чарльз Намолох        |            | 1950–      | СВАПО  | 2015–2020                    |
| 9 | Міністр внутрішніх справ, імміграції, безпеки та охорони | Альберт Кавана        |            | 1956–      | СВАПО  | 2020–                        |